# Leonard Albert Fruytier
Leonard Albert Fruytier (Walsoorden, 6 januari 1882 - 's-Gravenhage, 22 november 1972) was een Nederlands ingenieur en inspecteur, die enkele jaren een Katholiek afgevaardigde was in de Tweede Kamer der Staten-Generaal en bijna een jaar gouverneur van de kolonie Curaçao was.
Leonard Albert Fruytier, oorspronkelijk met de achternaam gespeld als Fruijtier, was een zoon van Tweede Kamerlid Petrus Franciscus Fruytier en Maria Verdurmen. Hij werd geboren op de boerderij van zijn ouders in de Wilhelmuspolder, ten zuiden van het dorp Walsoorden, in de gemeente Hontenisse. Hij volgde de hogere burgerschool in Rolduc en studeerde werktuigbouwkunde aan de Technische Hogeschool te Delft (tot 1907). Na enkele jaren te hebben gewerkt als ingenieur in particuliere dienst, werd hij (adjunct-)inspecteur van de Arbeid (1910-1920) en vervolgens hoofdinspecteur van de Arbeid in 's-Gravenhage (1920-1922), Maastricht (1921, waarnemend), Groningen (1926-1929) en Maastricht (1930-1947).
Van 1909 tot 1910 was Fruytier korte tijd lid van de gemeenteraad van het Zuid-Friese Gaasterland, tot hij moest verhuizen voor zijn werk naar het oosten van het land. In 1922, het jaar dat zijn vader juist de Tweede Kamer vaarwel zei na ruim twintig jaar, werd hij via de Rooms-Katholieke kandidatenlijst in Middelburg gekozen in de Tweede Kamer, waar hij zich vooral bezighield met arbeidszaken. Ook was hij lid van de Bezuinigingscommissie-Rink (een staatscommissie om de bezetting en werkwijze van de departementen van Algemeen Bestuur tegen het licht te houden). In 1925 voerde Fruytier de Rooms-Katholieke lijst in Middelburg aan, maar hij werd niet herkozen. Hij keerde vervolgens terug naar zijn baan als hoofdinspecteur van de Arbeid.
In 1929 werd hij benoemd tot gouverneur van de kolonie Curaçao, waar hij te maken kreeg met een gewapende actie van Venezolaanse opstandelingen onder leiding van Rafael Simón Urbina, die hem gevangennamen en wapens ontvreemdden. Hij kreeg kritiek op zijn optreden hierbij.en moest vertrekken als gouverneur. Na terugkeer in Nederland moest hij vervolgens genoegen nemen met een standplaats als hoofdinspecteur in Maastricht.
Fruytier trouwde in 1910 met Johanna Antonia Geertruida Maria van Es, met wie hij zes zonen en een dochter kreeg. Zijn oudste zoon zou pater jezuïet worden.